# Rosema costalis
Rosema costalis är en fjärilsart som beskrevs av Felder 1874. Rosema costalis ingår i släktet Rosema och familjen tandspinnare. Inga underarter finns listade.